# Johann August von Schönfeld

Stammwappen derer von Schönfeldt

Johann August von Schönfeld (* 1699; † 30. Juni 1760 in Altenburg) war ein sachsen-coburg-saalfeldischer Regierungsrat und zuletzt Hof- und Konsistorialrat im Herzogtum Sachsen-Gotha-Altenburg in Altenburg sowie Rittergutsbesitzer in Falkenhain im Kurfürstentum Sachsen.
Er stammte aus dem weitverzweigten obersächsischen Adelsgeschlecht Schönfeld. Als sachsen-coburg-saalfeldischer Regierungsrat und Kammerjunker war er in Coburg u. a. ab 1749 für die Erziehung von Friedrich Josias Prinz von Sachsen-Coburg-Saalfeld (1737–1815) zuständig. Aus Geldmangel konnte er mit ihm allerdings keine Kavalierstour unternehmen. Nachdem ihn Caspar von Berbisdorf als Erzieher des Prinzen, der fortan eine Militärlaufbahn einschlug, abgelöst hatte, widmete er sich verstärkt den Regierungsgeschäften im Herzogtum.
1751 kaufte er das Rittergut Falkenhain von der Familie von Minckwitz. Dadurch war es ihm möglich, von Coburg aus dauerhaft zu seinem neuen Dienstort Altenburg zu wechseln, wo er bis zu seinem Tod als Hof- und Konsistorialrat in der Residenzstadt Altenburg wirkte.
Er war seit 1751 mit Elisabeth Hedwig Gertraud geb. Pflugk verheiratet, die er mangels eigener Nachkommen 1760 als Universalerbin einsetzte.